# Нолькен, Иван Станиславович
Барон Иван Станиславович Нолькен (нем. Johann Woldemar von Nolcken; 1866—1948) — военный юрист, генерал-лейтенант русской императорской армии; писатель и журналист.

## Биография
Происходил из баронского рода Нолькен; сын командира одной из бригад Кубанского казачьего войска Станислава Ивановича Нолькена. Родился 28 апреля (10 мая) 1866 года в Кубанской области, в станице Каладжинская, где служил его отец.
В 1884 году окончил Владимирский Киевский кадетский корпус; В 1886 году, по первому разряду — Павловское военное училище; с 7 августа 1885 года — подпоручик. Сразу после окончания училища получил назначение в Восемнадцатый стрелковый батальон. Вскоре продолжил обучение — в Военной юридической академии, которую также окончил по первому разряду.
С 16 сентября 1887 года он служил в лейб-гвардии Волынском полку, квартировавшем в Варшаве. Здесь в 1889 году Иван Нолькен на собственные средства издал небольшой сборник рассказов под названием «В доме, в корпусе, в училище» под псевдонимом Никольцев. Книга вызвала массу негативных откликов, по поводу того, что в ней было отражено слишком много личного и даже интимного; отец Ивана Нолькена писал: «Знаешь что, твоя книга прямо невозможна. В ней столько эротики, что её нельзя дать в руки порядочной девушке». Директор Павловского училища генерал Рыкачёв на экстренном офицерском собрании выступил с сокрушительным посрамлением автора: «Среди бывших питомцев нашего славного училища нашелся негодяй, который не постыдился изобразить своё родное училище в весьма непривлекательных красках». Положительный отклик на сборник дал литературный обозреватель Модест Ильич Чайковский, который, отметив малоопытность и незрелость авторского мировосприятия, похвалил некоторые сценки из жизни закрытых учебных заведений, которые местами хотя и отличались излишней и не всегда оправданной скабрёзностью, грубостью и реалистичностью, но зато «вполне удались».
Кроме литературной деятельности он занимался также общественно-музыкальной: был сопредседателем московского отделения Русского музыкального общества, общался с ведущими композиторами, исполнителями и музыкальными критиками: Шаляпиным и Собиновым, Рахманиновым и др.
Был произведён 8 июня 1895 года в капитаны и с этого времени состоял кандидатом на военно-судебную должность до назначения военным следователем Приамурского военного округа 3 апреля 1898 года. Затем был помощником военного прокурора Виленского военно-окружного суда (31.05.1901—17.06.1905), помощником военного прокурора Петербургского военно-окружного суда (17.06.1905—18.01.1906), военным следователем Петербургского военно-окружного суда (18.01.1906—10.08.1908). В начале 1905 года в Тифлисе женился на Анне Николаевне Аргутинской-Долгоруковой (1876—1944); в мае 1906 года в Гельсингфорсе у них родилась дочь Наталья.
Почти год, с 10.08.1908 по 28.05.1909, числился в запасе, после чего служил помощником военного прокурора Московского военно-окружного суда (28.05.1909—16.09.1910), военным судьёй Виленского военно-окружного суда (16.09.1910—18.03.1911) и военным судьёй Московского военно-окружного суда (18.03.1911—28.03.1913). С 6 декабря 1910 года — в чине генерал-майора. Был награждён орденами Св. Станислава 3-й степени (1899), Св. Анны 3-й степени (1906) и Св. Владимира 3-й степени (1912).
Вышел в отставку 28 марта 1913 года. Во время Первой мировой войны был инспектором головных и тыловых эвакуационных пунктов и госпиталей Западного фронта; с июля 1916 года — военным судьёй Казанского военно-окружного суда.
Приход к власти Временного правительства и последовавшую вскоре Октябрьскую революцию встретил крайне отрицательно. С начала 1920-х годов он безвыездно проживал в Риге, где занимался литературным творчеством. В это время он создал свои основные автобиографические беллетристические произведения. Был секретарём и музыкальным редактором рижской газеты «Слово» (1926—1929).
Во второй половине 1940 года в возрасте 74 лет допрашивался следователями НКВД, но был отпущен. Умер в Риге 10 сентября 1948 года.